# 거울 검사

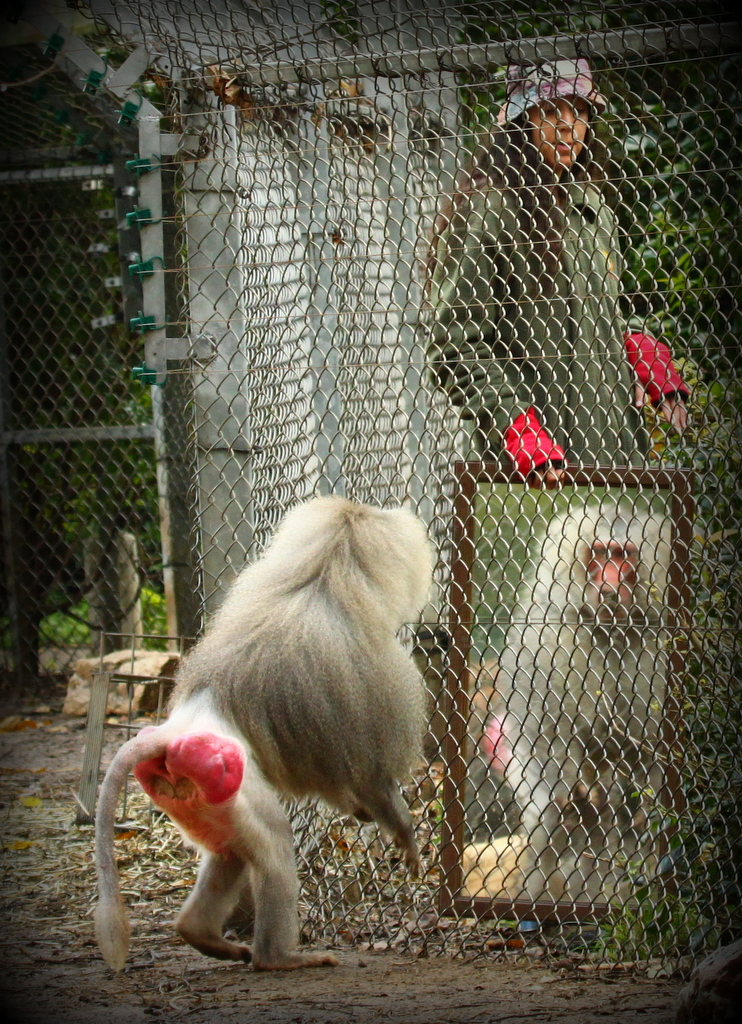
망토개코원숭이는 거울 검사에 실패한 영장류 중 하나이다.

거울 검사 (mirror test) 또는 거울 자기인식 검사(mirror self-recognition (MSR) test) 또는 표시 검사(mark test) 또는 붉은 점 기술(red spot technique) 또는 붉은 색 검사(rouge test)는 1970년 미국의 심리학자 고든 갤럽 주니어가 동물이 시각적 자기인식 능력을 가지고 있는지 알아보기 위해 만든 동물행동학 기법이다. MSR 검사는 생리학적 및 인지적 자의식을 측정하기 위한 전통적인 방법이다. 그러나 자신의 노래와 다른 사람의 노래와 냄새를 구별하는 것과 같이 거울 검사로 측정되지 않는 방식으로 동물이 자각할 수 있다는 데 동의했다.
고전적인 MSR 검사에서는 동물을 마취한 다음 일반적으로 동물이 볼 수 없는 신체 부위(예: 이마)에 표시(예: 페인트나 스티커)를 한다. 동물이 마취에서 회복되면 거울에 접근할 수 있다. 그런 다음 동물이 표식을 만지거나 조사하면 동물이 반사된 상을 다른 동물이 아닌 자신의 상으로 인식한다는 표시로 간주된다.
MSR 검사를 통과한 종은 거의 없다. 유인원, 한 마리의 아시아코끼리, 가오리, 돌고래, 범고래, 유라시아까치, 청소놀래기 등이 있다. 여러 종의 원숭이, 대왕판다, 바다사자를 포함하여 광범위한 종들이 검사에 실패한 것으로 보고되었다.

## 방법과 역사
거울 검사의 영감은 찰스 다윈과 포획된 오랑우탄의 일화에서 나온다. 1838년 런던 동물원을 방문하는 동안 다윈은 제니라는 이름의 오랑우탄이 사육사에게 사과로 놀림을 당한 뒤 화를 내는 것을 관찰했다. 이것은 그가 오랑우탄의 주관적인 경험에 대해 생각하게 했다. 그는 또한 제니가 거울을 응시하는 것을 보았고 그녀가 반사된 자신을 인식했을 가능성에 주목했다.
1970년에 고든 갤럽 주니어는 두 마리의 수컷과 두 마리의 암컷 야생 침팬지를 대상으로 자기인식의 가능성을 실험적으로 조사했다. 각 침팬지는 이틀 동안 혼자 방에 넣어졌다. 다음으로 전신 거울을 주기적으로 감소하는 거리에서 총 80시간 동안 방에 두었다. 거울을 침팬지에게 도입했을 때 다양한 행동이 기록되었다. 처음에 침팬지들은 자신의 이미지에 위협적인 몸짓을 했으며, 표면적으로는 자신의 모습이 위협적이라고 생각했다. 결국 침팬지들은 거울 없이는 이전에 관찰되지 않았던 몸의 일부를 손질하고, 코를 후비고, 얼굴을 만들고, 자신의 거울에 비눗방울을 불어넣는 것과 같이 자기 주도적인 반응 행동을 위해 자신의 거울을 썼다.
갤럽은 침팬지의 외모를 조작하고 거울에 비친 침팬지의 반응을 관찰함으로써 연구를 확장했다. 갤럽은 침팬지를 마취시킨 다음 눈썹 융기 부분과 반대쪽 귀의 위쪽 절반에 알코올에 녹는 빨간색 염료를 칠했다. 염료가 건조되었을 때 사실상 후각이나 촉각 신호가 없었다. 그런 다음 갤럽은 침팬지를 우리로 되돌리기 전에 거울을 제거했다. 완전한 의식을 되찾은 후 그는 침팬지가 표시된 피부 부위를 자발적으로 만지는 빈도를 기록했다. 30분 뒤 거울을 우리에 다시 넣고 표시된 부분을 만지는 빈도를 다시 측정했다. 거울을 제거했을 때 빈도가 1회에 불과했던 것과 비교하여 거울이 있는 경우 빈도가 4에서 10으로 늘었다. 침팬지들은 때때로 자국을 만진 뒤 손가락을 시각적으로 또는 후각적으로 검사했다. 다른 자국 지향 행동에는 거울에 있는 자국을 더 잘 보기 위해 몸을 돌리고 조정하거나 거울을 보면서 부속물로 자국을 촉각적으로 검사하는 것이 포함된다.
고전적인 자국 검사(또는 루주 검사)의 중요한 측면은 자국/염료가 촉각적이지 않아 추가 지각 단서(몸감각계)를 통해 자국에 주의를 기울이는 것을 방지하는 점이다. 이러한 이유로 대부분의 고전적인 검사에서 동물은 마취된다. 일부 검사는 촉각 표시를 쓴다. 생물이 표시가 있는 신체 부위를 비정상적으로 오래 응시하거나 문지르려고 하면 검사를 통과했다고 나타난다.
거울에서 자신을 인식할 수 있는 것으로 간주되는 동물은 일반적으로 거울을 마주할 때 네 가지 행동 단계를 거친다:
1. 사회적 반응
2. 물리적 검토 (예: 거울 뒤 보기)
3. 반복 거울검사 동작
4. 자신을 보는 깨달음

갤럽은 이전에 거울을 본 경험이 없는 침팬지 두 마리를 마취시키고 표시하고 관찰하는 후속 연구를 수행했다. 회복 후 그들은 거울을 제공받기 전이나 후에 표식 행동을 하지 않았다.
루주 검사는 1979년 마이클 루이스와 진 브룩스건에 의해 인간 어머니와 자녀와의 자기인식을 목적으로 수행되었다.

## 의미와 대체 설명
갤럽의 검사에서 도출된 기본 의미는 검사를 통과한 동물이 어떤 형태의 자기인식을 가지고 있다는 것이다. 그러나 많은 저자가 통과에 대한 대체 설명을 제안했다. 예를 들어 포비넬리는 동물이 자신의 움직임을 통해 제어할 수 있는 이상한 개체로 반사를 볼 수 있다고 제안한다. 반사된 개체에 표식이 있으면 동물은 표식을 제거하거나 자체 움직임을 사용하여 반사된 개체에게 경고할 수 있다. 비판적으로, 이 설명은 동물이 반드시 반사된 실체를 "자신"으로 본다고 가정하지 않는다.

## 비판
MSR 검사는 특히 위음성 결과를 초래할 수 있기 때문에 여러 가지 이유로 비판을 받았다.
MSR 검사는 주로 시각 이외의 감각을 쓰는 종에 적용될 때 제한된 가치를 가질 수 있다. 예를 들어 개는 주로 후각과 청각을 쓴다. 시각은 세 번째로 쓰인다. 이것이 개가 MSR 검사에 실패하는 이유일 수 있다. 이를 염두에 두고 생물학자 마크 베코프는 개 소변을 써서 개의 자기인식을 검사하는 향기 기반 양식을 만들었다. 그는 자신의 개를 검사했지만 그의 결과는 결정적이지 않았다. 개 인지 연구자인 알렉산드라 호로비츠는 통제된 실험에서 Bekoff의 아이디어를 공식화했으며, 2016년에 처음 보고되었고 2017년에 발표되었다. 그녀는 자신과 다른 사람의 냄새를 검사할 때와 MSR 검사의 시각적 표시와 유사한 냄새 "표시"를 추가하여 자신의 냄새를 검사할 때 개의 행동을 비교했다. 이 피험자들은 Bekoff가 발견한 것처럼 자신의 냄새를 다른 개의 냄새와 구별했을 뿐만 아니라 MSR 검사를 통과한 피험자들처럼 수정되었을 때 자신의 냄새 "상"을 조사하는 데 더 많은 시간을 보냈다. 2016년 연구는 자기인식을 확인하는 다양한 방법을 밝히지 않은 "자기인식 냄새 검사 (Sniff test of self-recognition, STSR)"라는 행동학적 접근 방식을 제안했다.
MSR 검사의 또 다른 우려는 일부 종은 마치 위협적인 동종인 것처럼 거울 반사에 빠르게 공격적으로 반응하여 동물이 반사가 실제로 무엇을 나타내는지 침착하게 고려하지 못하게 한다는 것이다. 이것이 고릴라와 원숭이가 MSR 검사에 실패하는 이유일 수 있다.
MSR 검사에서 동물은 표식을 비정상으로 인식하지 못하거나 이에 반응할 동기가 충분하지 않을 수 있다. 그러나 이것이 그들이 자신을 인식 못함을 의미하지는 않는다. 예를 들어 3마리의 코끼리를 대상으로 한 MSR 검사에서 1마리의 코끼리만이 검사를 통과했지만 실패한 2마리의 코끼리는 여전히 자기인식으로 해석될 수 있는 행동을 보였다. 연구원들은 코끼리가 그들에게 충분히 중요하지 않았기 때문에 표식을 건드리지 않았을 수도 있다고 언급했다. 비슷하게, 작은 유인원은 드물게 자기 손질을 하는데, 이는 거울 검사에서 머리에 있는 표시를 건드리지 못한 이유를 설명할 수 있다.
에모리 대학의 생물학자이자 영장류학자인 프란스 드 발은 자기인식은 이분법적인 것이 아니며 거울 검사는 좋은 검사이긴 하지만 자기인식의 유일한 지표로 의존해서는 안 된다고 말했다. 다른 동물들은 다른 방식으로 거울에 적응한다.

## 비인간 동물

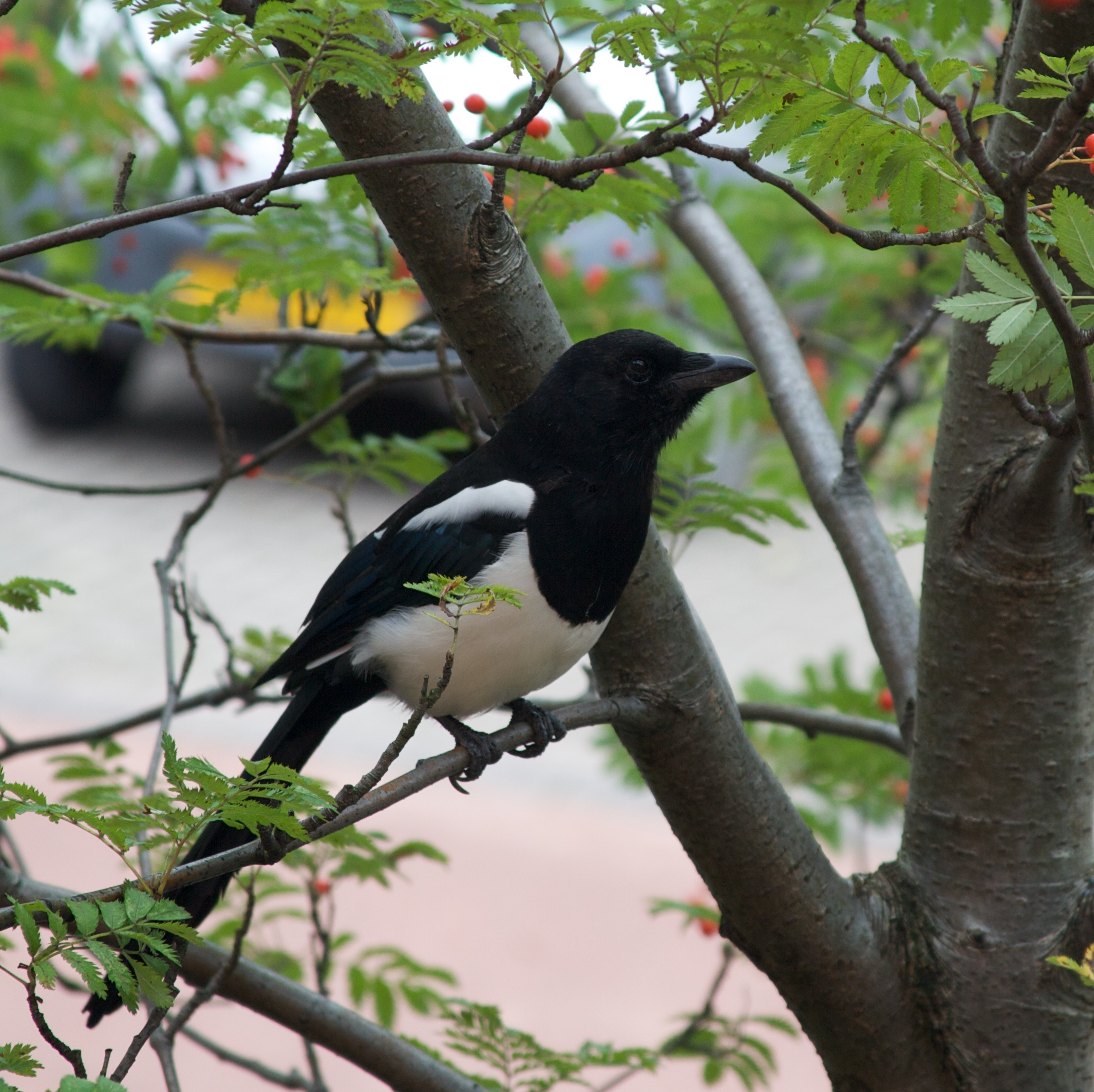
유라시아까치는 거울 자기인식을 보였다.

광범위한 종을 사용한 여러 연구에서 원래 갤럽이 제안한 대로 거울이 주어졌을 때 자발적이고 표시 지향적인 행동의 발생을 조사했다. 거울을 본 대부분의 표시가 있는 동물은 처음에는 공격적인 표시와 같은 사회적 행동으로 반응하고 반복되는 검사 중에 계속 그렇게 한다. 소수의 종만이 표식을 만지거나 행동을 유도하여 고전적인 MSR 검사를 통과했다.
MSR 연구 결과가 항상 결정적인 것은 아니다. 가장 많이 연구되고 가장 설득력 있는 발견이 있는 종인 침팬지에서도 자기인식에 대한 명확한 증거가 검사된 모든 개체에서 얻어지는 것은 아니다. 출현율은 젊은 성인에서 약 75%이며 유아층과 노년층에서는 상당히 적다.
2008년 까치 연구 전까지 자기인식은 뇌의 신피질 영역에 존재하는 것으로 여겨졌다. 그러나 이 뇌 영역은 포유류가 아니면 없다. 자기인식은 수렴 진화의 경우일 수 있다. 종은 서로 다른 경로를 통해 도착하고 기본 구조가 다를 수 있지만 유사한 진화 압력이 유사한 행동이나 특성을 초래하는 경우이다.

### 통과한 동물

#### 포유류

##### 고래류
- 큰돌고래 (Tursiops truncatus): 두 마리의 수컷 큰돌고래에 대한 연구에서 연구원들은 거울에 표시를 한 후 거울에 대한 그들의 반응을 관찰했다. 거울에 접근하는 데 있어 지연 감소, 반복적인 머리 회전, 표시된 눈이나 생식기 부위를 자세히 보는 것과 같은 반응이 이 종에서 MSR의 증거로 보고되었다.[24][25]
- 범고래 (Orcinus orca): 범고래와 흑범고래(Pseudorca crassidens)는 거울에서 자신을 인식할 수 있다.[26]

##### 영장류
- 보노보 (Pan paniscus)[27][28]
- 보르네오오랑우탄 (Pongo pygmaeus):[29] 그러나 유아 (2세) 수컷 오랑우탄을 대상으로 한 거울 실험에서는 자기인식을 밝히지 못했다.[30]
- 침팬지 (Pan troglodytes):[1][31][32] 그러나 영아 (11개월) 수컷 침팬지를 대상으로 한 거울 실험에서는 자기인식을 밝히지 못했다.[30] 2마리의 어린 침팬지가 거울에 접근하지 않고 1년 뒤에 MSR 보유를 보였다.[33]
- 서부고릴라 (Gorilla gorilla): 서부 고릴라에 대한 결과는 섞여 있다. 다른 유인원보다 더 그렇다. 적어도 4개의 연구에서 고릴라가 자기인식을 보이지 못했다고 보고했다.[29][34][35][36] 그러나 다른 연구에서는 인간과 광범위하게 접촉하는 포로 고릴라의 자기인식을 보였다. 그러한 고릴라는 야생 고릴라보다 직접적인 눈맞춤에 대한 혐오감을 덜 나타낸다. 야생 고릴라는 다른 많은 동물과 마찬가지로 오랫동안 직접 눈을 맞추는 것은 공격적인 몸짓이며, 고릴라는 거울에 비친 모습을 면밀히 살펴보거나 눈을 맞추는 것을 의도적으로 피하기 때문에 거울 검사에 실패할 수 있다.[37][38] MSR을 통과한 고릴라는 검사 전에 거울에 익숙해졌고 표시 과정에서 마취를 받지 않았다.[39][40] 코코는 이러한 상황에서 MSR 검사를 통과한 고릴라 중 하나였다.[37][38]

##### 장비목
- 아시아코끼리 (Elephas maximus): 2006년에 수행된 연구에서 세 마리의 암컷 아시아코끼리가 그들의 반응을 조사하기 위해 큰 거울에 노출되었다. MSR 검사 통과 여부를 검사하기 위해 코끼리의 머리에 눈에 보이는 표시와 보이지 않는 가짜 표시를 적용했다.[8] 코끼리 중 한 마리는 표식이 있는 행동을 보였으나 다른 두 마리는 그렇지 않았다. 이전 연구에서는 두 마리의 아시아코끼리에서 MSR을 찾지 못했다;[41] 거울이 너무 작기 때문이라고 주장되었다.[8] 이 연구는 뉴욕의 브롱크스 동물원에서 코끼리를 써서 야생동물 보호 협회와 함께 수행되었다. 연구에 참여한 3마리의 아시아코끼리는 모두 2.5m x 2.5m 거울 앞에 서 있었다. 그들은 뒤쪽을 검사하고 소비를 위해 거울 가까이에 음식을 가져왔다. 코끼리 자기인식의 증거는 한 마리(그리고 단 한 마리)의 코끼리 해피가 거울로만 볼 수 있는 표시인, 머리에 칠해진 X 표시를 코로 반복해서 만졌을 때 나타났다. 해피는 단순히 냄새나 느낌에 반응하는 것이 아님을 확인하기 위해 그녀의 이마에 있는 무색 페인트로 만든 또 다른 표시를 무시했다. 연구를 진행한 프란스 드 발은 "인간과 코끼리 사이의 이러한 유사점은 복잡한 사회 및 협력과 관련된 수렴적 인지 진화를 시사한다."라고 말했다.[8][42]

#### 조류
- 유라시아까치 (Pica pica): 유라시아까치는 거울 검사를 통과한 최초의 비포유동물이다. 2008년 연구원들은 작은 빨간색, 노란색 또는 검은색 스티커를 5마리의 유라시아까치의 목에 붙였는데, 거울을 통해서만 새가 볼 수 있었다. 그런 다음 새에게 거울을 제공했다. 목에 붙어 있는 스티커의 감촉은 까치들을 놀라게 하지 않는 것 같았다. 그러나 색색의 스티커를 붙인 새들은 거울에 비친 자신의 모습을 흘긋 보았을 때 목을 긁었다. 검은 목 깃털에 보이지 않는 검은 스티커를 받은 새들은 반응하지 않았다.[43] 2020년 연구자들은 더 많은 수의 까치를 대상으로 2008년 연구를 근접하게 재현하려고 시도했지만 2008년 연구 결과를 확인하지 못했다. 연구원들은 이러한 결과가 2008년 연구를 반증하지는 않지만 복제 실패는 원래 연구의 결과를 주의해서 다루어야 함을 시사한다고 말했다.[44]

- 일부 비둘기는 필수 행동을 훈련한 뒤 거울 검사를 통과할 수 있다.[45] 1981년 미국의 심리학자 B. F. 스키너는 비둘기가 광범위한 훈련을 받은 뒤 고도로 수정된 거울 검사를 통과할 수 있음을 발견했다.[46][47] 실험에서 비둘기는 거울 뒤에 있는 반응 열쇠를 찾기 위해 거울을 들여다보도록 훈련받았고, 비둘기는 먹이를 얻기 위해 쪼아댔다. 따라서 비둘기는 거울을 사용하여 환경의 중요한 요소를 찾는 방법을 배웠다. 다음으로, 비둘기는 깃털에 있는 점을 쪼도록 훈련되었다. 음식은 다시 점을 만진 결과였다. 후자의 훈련은 거울이 없는 상태에서 이루어졌다. 마지막 검사는 비둘기에 작은 턱받이를 놓는 것이었다. 아랫배에 있는 점을 덮기에 충분했다. 거울이 없는 제어 기간은 점을 쪼아먹지 않았다. 거울이 보이자 비둘기는 활동을 시작했고, 거울을 들여다본 다음 턱받이 아래에 있는 점을 쪼아 보려고 했다. 그러나 조련되지 않은 비둘기는 거울 검사를 통과한 적이 없다.[48]

#### 어류
- 2019년에 수행된 연구에 따르면 청소놀래기는 거울 검사를 통과한 최초의 물고기였다.[49][50] 블루스트릭청소놀래기(Labroides dimidiatus)는 작은 열대 산호초 청소어다. 깨끗한 물고기는 더 큰 물고기에서 기생충과 죽은 조직을 제거하는 적응된 진화적 행동을 한다. 기생충과 유사한 양성 갈색 겔을 물고기의 피부에 주사하여 거울 실험을 했을 때 청소놀래기는 실험 단계를 모두 통과하는 행동을 보였다. 수정된 표시 검사에서 컬러 태그가 제공되면 물고기는 거울 측면에서 몸을 긁어 이 태그를 긁어내려고 시도했다. 고든 갤럽은 청소기 놀래기의 행동이 거울에서 자신을 인식하는 것 이외의 다른 원인에 기인할 수 있다고 생각한다. 갤럽은 청소놀래기의 일생은 다른 물고기의 몸에 있는 체외 기생충을 인식하는 것이라, 거울에서 발견한 가짜 기생충에 대해 눈치 채고, 아마도 다른 물고기를 청소하는 데 필요한 기생충으로 볼 수 있다고 주장했다. 연구 저자들은 물고기가 긁기 전과 후에 거울에서 자신을 확인했기 때문에 물고기가 자기인식을 가지고 자신의 반사가 자신의 몸에 속한다는 것을 인식한다는 것을 의미한다고 반박한다.[51][52][53] 청소놀래기들은 실험을 했을 때 거울을 처음 접했을 때 훈련 없이 거울과 많은 시간을 보냈다. 중요한 것은 청소놀래기는 유색 표시로 긁는 행동을 수행했으며, 유색 표시 없이 거울이 있을 때나 거울과 함께 있고 투명한 표시가 있는 경우에도 동일한 긁기 행동을 수행하지 않았다는 것이다.[54] 다양한 반대에 이어 연구원들은 2022년에 후속 연구를 발표했는데, 여기서 그들은 더 큰 놀래기 샘플에 대해 미러 검사를 수행하고 여러 표시 기술을 실험했다. 새로운 결과는 놀래기가 표시가 기생충과 비슷할 때만 그것을 긁어내려 시도했지만, "청소어가 실제로 표시 검사를 통과했다는 [연구자들의] 자신감을 증가 시킨다".[55][56]

### 실패한 동물
고전적인 MSR 검사에 실패한 것으로 보고된 일부 동물은 다음과 같다.

#### 포유류

##### 식육목
- 바다사자 (Zalophus californianus)[26][57]
- 대왕판다 (Ailuropoda melanoleuca): 한 연구에서 다양한 연령대의 포획된 대왕판다 34마리를 검사했다. 판다 중 어느 것도 표시에 반응하지 않았고 대부분이 거울을 향해 공격적으로 반응하여 연구자들은 판다가 자신의 반사를 동종으로 간주한다고 판단했다.[58]
- 개 (Canis familiaris): 개는 상을 다른 동물로 취급하거나 완전히 무시하게 된다.[59]

##### 영장류
- 짧은꼬리마카크 (Macaca arctoides)[1][58]
- 필리핀원숭이 (Macaca fascicularis)[58]
- 히말라야원숭이 (Macaca mulatta):[1][58] 그러나 히말라야원숭이는 자기인식을 나타내는 거울에 반응하여 다른 행동을 보인다고 보고되었다.[60] 히말라야원숭이는 거울을 써서 생식기나 모근과 같이 숨겨진 신체 부분을 연구하는 것으로 관찰되었다. 이는 논쟁의 여지가 있지만 적어도 부분적인 자기인식을 보인다고 제안되었다.[61]
- 콜로부스 (Colobus guereza)[62]
- 꼬리감는원숭이 (Cebus apella)[58][63]
- 망토개코원숭이 (Papio hamadryas)[58]
- 솜털머리타마린 (Saguinus oedipus)[64]

#### 조류
- 회색앵무[57]
- 누벨칼레도니까마귀[65]
- 잭도[66]
- 유럽박새 (Parus major)[67]

#### 어류
- 탕가니칸 시클리드 또는 수선화 시클리드(Neolamprologus pulcher)는 2017년에 수행된 연구에 따르면 거울 검사에 실패했다. 비록 청소놀래기처럼 청소어는 아니지만, 이 물고기는 일반적으로 사회적 지능으로 간주되며 사회 집단에서 동종을 인식할 수 있다. 따라서 이론적으로는 거울 검사에 적합한 후보가 될 수 있지만 결국 실패했다. 청소놀래기와 유사하게, 탕가니칸 시클리드는 먼저 거울에 비친 상에 대한 공격의 징후를 보였다. 연구자들이 유색 표시를 주입한 뒤 시클리드는 더 이상 표시를 긁거나 제거하려고 시도하지 않았으며, 그렇지 않은 경우보다 더 이상 표시가 있는 쪽을 관찰하지 않았다. 이는 우발 상황 확인이 모자람을 보이고 탕가니칸 시클리드가 거울 검사를 통과하지 못했음을 뜻한다.[68]

#### 두족류
- 문어는 거울에 비친 자신의 상을 향하지만 다른 문어와 비교할 때 이 조건에서 행동의 차이(인간이 관찰한 대로)는 보이지 않았다.[69]

### 통과할 수도 있는 동물

#### 포유류

##### 영장류
긴팔원숭이(예: Hylobates, Symphalangus 및 Nomascus)는 적어도 두 가지 검사에서 자기인식을 보이지 못했다. 그러나 2000년에 3종의 긴팔원숭이(Hylobates syndactylus, H. gabriellae, H. leucogenys)에 대한 수정된 거울 검사는 동물들이 표준판의 거울 검사에 실패했음에도 불구하고 자기인식의 설득력 있는 증거를 보였다. 2009년에 발표된 또 다른 연구에서는 한 쌍의 큰긴팔원숭이(Symphalangus syndactylus)가 거울 앞에서 자발적인 자기인식을 한 12가지 사례를 기록하고 있다.

##### 돼지
돼지는 거울에 비친 시각 정보를 써서 음식을 찾을 수 있으며 반사된 모습을 제시할 때 자기인식의 증거를 보일 수 있다. 2009년 실험에서 검사한 8마리의 돼지 중 7마리는 거울을 써서 드러난, 벽 뒤에 숨겨져 있는 음식 그릇을 찾을 수 있었다. 여덟 번째 돼지는 음식을 찾기 위해 거울 뒤를 바라보았다. BBC 어스는 또한 특별한 동물 시리즈에서 음식 그릇 검사와 "구멍에 모양 맞추기" 검사를 보였다.

#### 어류
2마리의 포획된 대왕쥐가오리는 거울 앞에서 빈번하고 비정상적이며 반복적인 움직임을 보여 우발적 확인을 시사했다. 그들은 또한 거울에 노출되었을 때 비정상적인 자기 주도적 행동을 보였다. 쥐가오리는 모든 물고기 중에서 가장 큰 뇌를 가지고 있다. 2016년 실라 아리는 바하마의 아틀란티스 수족관에서 포획된 쥐가오리를 거울에 노출시켜 검사했다. 쥐가오리는 거울에 지대한 관심을 보이는 것 같았다. 그들은 거울 앞에서 공중제비를 하고 지느러미를 움직이는 등 이상하게 행동했다. 그들은 또한 거품을 불었다. 그들은 마치 또 다른 쥐가오리인 것처럼 반사와 상호 작용하지 않았다. 그들은 그것과 어울리려고 하지 않았다. 그러나 실제 거울 검사만이 실제로 자신의 반사를 인식하는지, 또는 탐색 행동을 보여주고 있는지 확인할 수 있다. 쥐가오리에 대한 고전적인 거울 검사는 아직 수행되지 않았다.
거울 검사를 통과할 수 있는 또 다른 물고기는 일반적인 물총고기인 톡소테스 차타레우스이다. 2016년 연구에 따르면 물총고기는 사람의 얼굴을 구별할 수 있다. 연구원들은 얼굴을 인식했을 때 얼굴 상에 물줄기를 뱉는 물총어를 검사하여 이를 보였다. 물총고기는 특정 상에 침을 뱉을 때 음식을 기대하도록 훈련되었을 것이다. 물총고기에게 다른 사람 얼굴의 상을 보였을 때 물고기는 침을 뱉지 않았다. 자신이 인식한 상에만 침을 뱉는다. 물총고기는 일반적으로 야생에서 침을 뱉는 개울을 사용하여 먹이를 위에서 물 아래로 떨어뜨린다. 이 연구는 물총고기가 다른 얼굴의 상과 비교하여 한 얼굴의 3차원 상을 인식하도록 훈련될 수 있으며 이를 인식하면 얼굴에 침을 뱉는다는 것을 보였다. 물총고기는 심지어 얼굴을 30, 60, 90° 회전시켜도 얼굴의 상을 계속 인식할 수 있었다.

## 인간

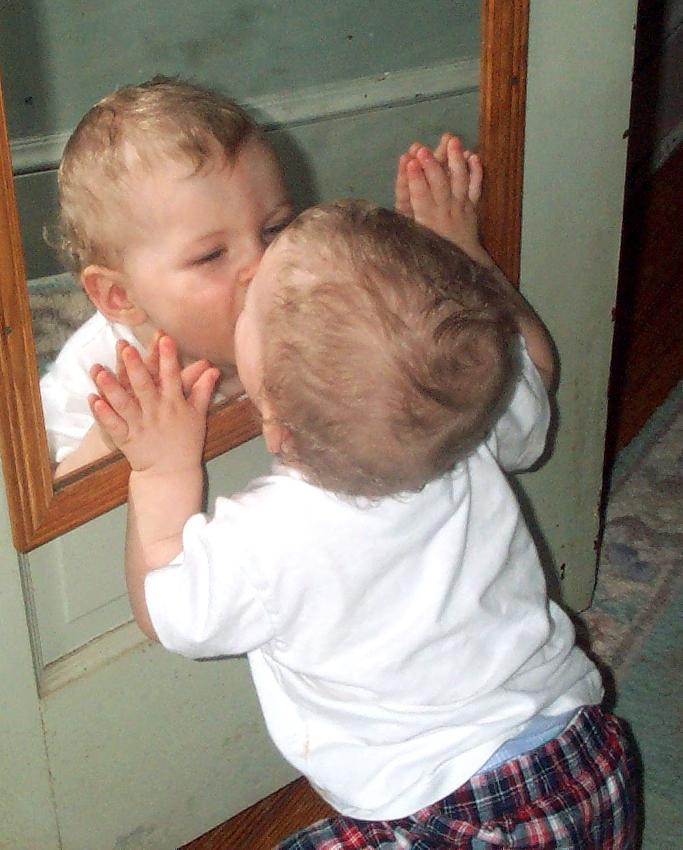
자기 반응을 탐구하는 인간 아이

루주 검사는 인간 어린이에게 쓰이는 거울 검사다. 루주 화장품을 써서 실험자는 몰래 아이의 얼굴에 점을 찍는다. 그런 다음 아이들을 거울 앞에 놓고 그들의 반응을 관찰한다. 아동의 발달에 따라 반응의 뚜렷한 범주가 나타난다. 이 검사는 인간 어린이의 거울 자기인식을 위한 기본 척도로 널리 인용된다.

### 발달 반응
생후 6개월에서 12개월 사이의 아이는 일반적으로 거울에 비친 "사교적인 놀이 친구"를 본다. 자기감탄과 당혹감은 보통 12개월에 시작되며, 14~20개월에 대부분의 어린이는 회피 행동을 보인다. 끝으로, 18개월이 되면 어린이의 절반이 거울에 비친 자신의 모습을 인식하고, 20~24개월이 되면 자기인식이 65%까지 올라간다. 아이들은 표시 지향적인 행동을 보여줌으로써 그렇게 한다. 그들은 자신의 코를 만지거나 자국을 닦아내려고 한다.
거울 속의 자기인식은 분명히 반사 표면에 대한 친숙함과 무관하다. 경우에 따라 루주 검사는 사회 문화적 성향에 따라 다른 결과를 나타낸다. 예를 들어, 18~20개월 된 유아의 카메룬 Nso 견본은 자기인식 결과가 3.2%로 매우 낮았다. 이 연구는 또한 자기인식의 두 가지 강력한 예측 인자를 발견했다: 물체 자극(두 사람이 만진 물체에 유아의 관심을 끌기 위한 어머니의 노력)과 상호 눈맞춤. 자기 개념과 대상 영속성 사이의 강한 상관관계는 또한 루주 검사를 써서 입증되었다.

### 시사점
루주 검사는 자아개념의 척도이다. 거울을 보고 자기 코의 루주를 만지는 아이는 자기인식을 이해하는 기본적인 능력을 보인다. 동물, 어린이, 태어날 땐 시력이 없다가 훗날 얻은 사람들은 때때로 거울에 비친 자신이 마치 다른 사람처럼 반응한다.
이론가들은 어린이의 삶에서 이 시기의 중요성에 대해 언급했다. 예를 들어, 정신분석학자 자크 라캉은 자라면서 거울 단계를 표시하기 위해 유사한 검사를 썼다. 심리학에서 자아에 대한 현재의 견해는 자아를 인간의 동기, 인지, 정서 및 자기동일성에서 필수적인 역할을 하는 것으로 자리매김한다.

## 로봇
2012년에는 로봇이 거울 검사를 통과하도록 하는 초기 조치가 취해졌다.

## 같이 보기
- 동물 의식
- 인지 검사
- 체화된 인지
- 얼굴 인식
- 자기 행위(self-agency)
- 시각적 인식
- 시각계
- 인공 의식